# August 2014
Acest articol este generat integral pe baza informațiilor din articolul 2014 și este actualizat periodic de un robot.
 Editările făcute în articol vor fi șterse la următoarea actualizare! Dacă doriți să faceți modificări, editați articolul-sursă.

ianuarie -
februarie -
martie -
aprilie -
mai -
iunie -
iulie -
august -
septembrie -
octombrie -
noiembrie -
decembrie
August 2014 a fost a opta lună a anului și a început într-o zi de vineri.

## Evenimente

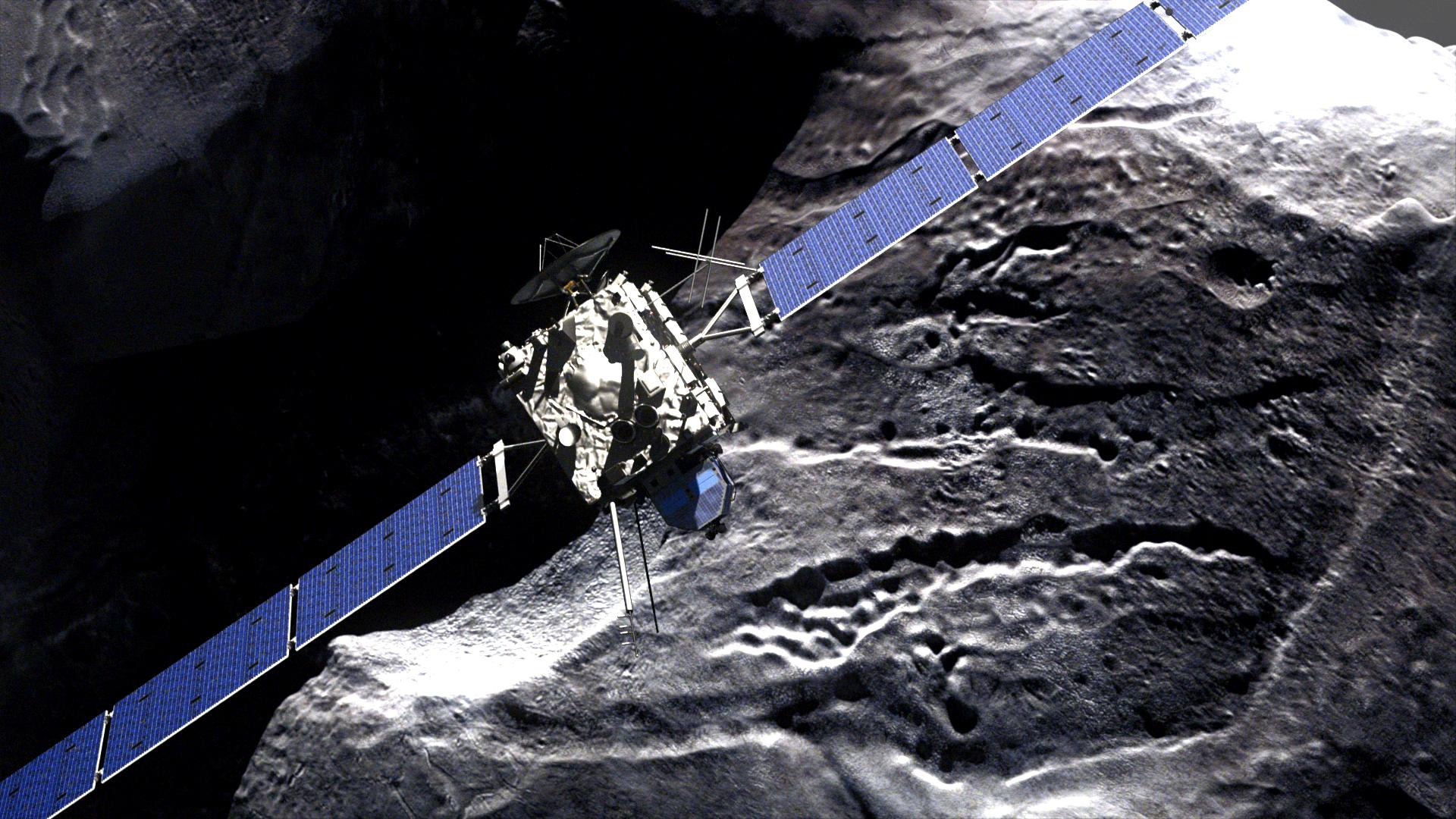
6 august: Sonda spațială Rosetta a Agenției Spațiale Europene a ajuns la 67P/Ciuriumov-Gherasimenko, devenind primul obiect artificial care orbitează în jurul unei comete.

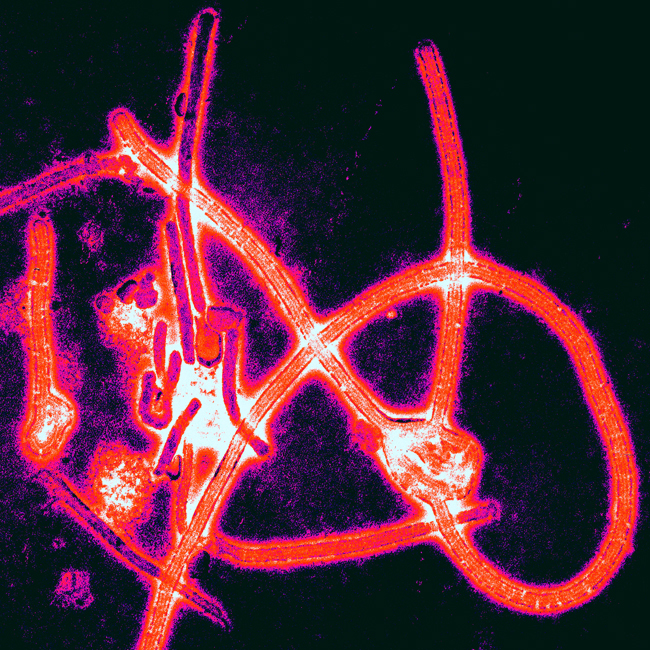
Epidemia de Ebola din Africa de Vest.

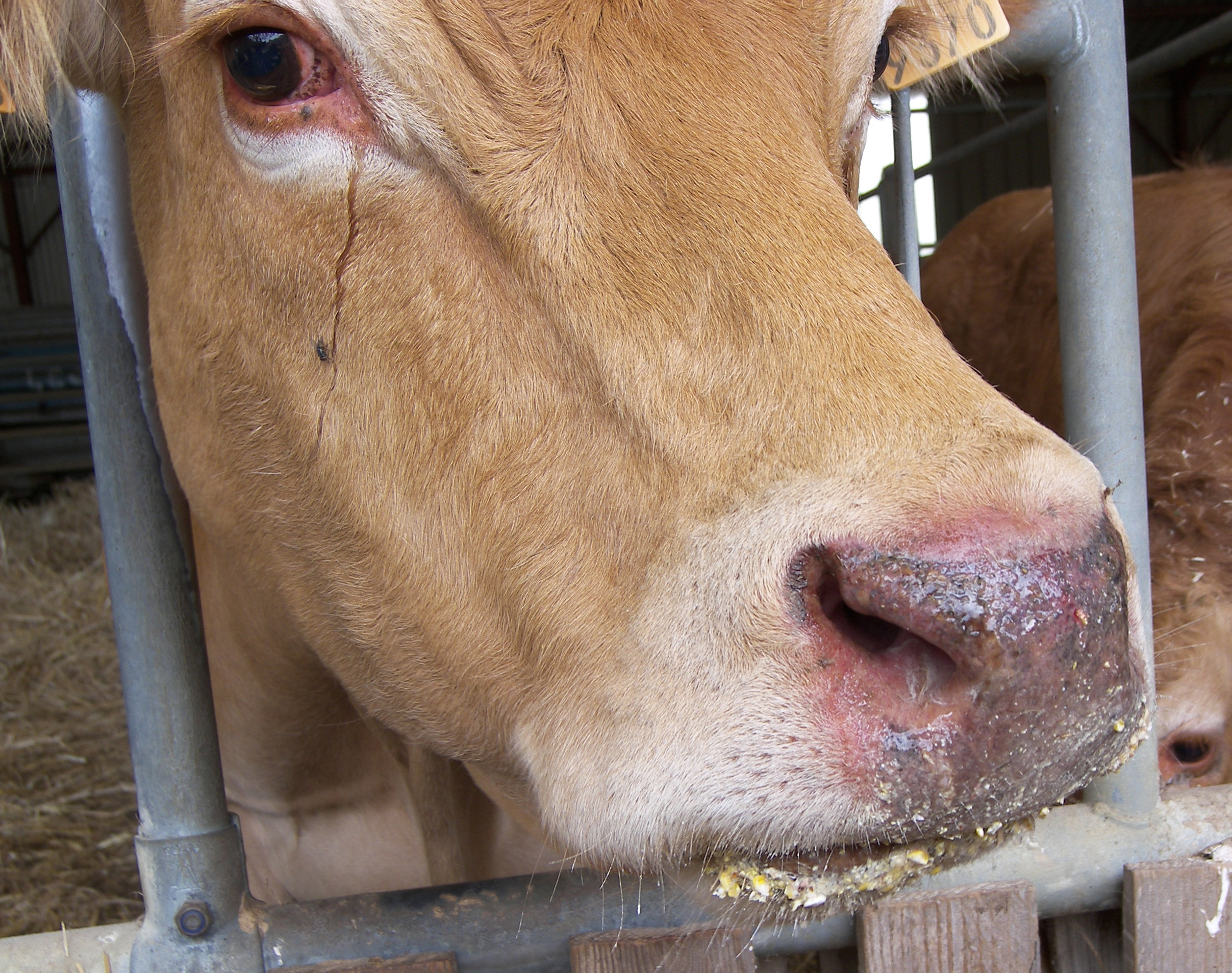
22 august: Boala limbii albastre - care afectează vacile și oile - este confirmată pentru prima dată în România.

- 3 august: Echipa națională de handbal feminin "Under 18" a României a câștigat Campionatul Mondial din Macedonia, după ce a învins în finală reprezentativa Germaniei.
- 3 august: Un cutremur cu magnitudinea de 6,1 grade Richter a avut loc în Yunnan, China. Au murit cel puțin 589 de oameni și peste 2.400 au fost răniți.
- 5 august: Cercetătorul japonez Yoshiki Sasai, în vârstă de 52 de ani, s-a sinucis după discreditarea unor rezultate experimentale pe care el le-a supravegheat, cu privire la celulele stem.[1]
- 6 august: Sonda spațială Rosetta a Agenției Spațiale Europene a ajuns la 67P/Ciuriumov-Gherasimenko, devenind primul obiect artificial care orbitează în jurul unei comete.
- 8 august: România: Curtea de Apel București l-a condamnat pe fostul senator Dan Voiculescu la zece ani de închisoare pentru spălare de bani, în dosarul privind privatizarea Institutului de Cercetări Alimentare.
- 8 august: Statele Unite au bombardat pozițiile de artilerie ale Statului Islamic din Irak care amenințau personalul american din Arbil, în Kurdistanul irakian.
- 8 august: Nigeria devine cea de-a treia națiune africană care declară stare de urgență din cauza epidemiei virusului Ebola.
- 10 august: Un avion de pasageri, Iran-140 Sepahan Air, s-a prăbușit la scurt timp după decolare, în apropierea aeroportului din Teheran. Cel puțin 38 de oameni din cei 48 aflați la bord au murit în accident.
- 10 august: Actualul prim-ministru al Turciei, Recep Tayyip Erdoğan, candidatul Partidului pentru Dreptate și Dezvoltare (AKP), a câștigat alegerile prezidențiale din Turcia din primul tur, devenind primul șef al statului ales prin vot direct.[2]
- 12 august: Numărul deceselor din cauza virusului Ebola a trecut de 1.000.[3] Are loc primul deces în Europa cauzat de acest virus - un preot spaniol adus la Madrid pentru tratamentul cu ZMapp, un tratament experimental.[4]
- 12 august: Medalia Fields, "Premiul Nobel" al matematicii, a fost atribuită pentru prima dată unei femei, o americană de origine iraniană, profesoară la Universitatea Stanford, Maryam Mirzakhani.
- 13 august: Onufrie Berezovski, mitropolit al Cernăuților și Bucovinei, a fost ales întâistătător al Bisericii Ortodoxe Ucrainene afiliate Patriarhiei Moscovei.
- 15 august: Forțele ucrainene au deschis focul asupra unui convoi de 23 de transportoare de vehicule blindate, camioane cu benzină și alte vehicule militare rusești "distrugând cea mai mare parte" a blindatelor. Convoiul trecuse granița Ucrainei în seara zilei de 14 august pe la un post de frontieră controlat de separatiștii pro-ruși.[5]
- 16 august: Ceremonia de deschidere a Jocurilor Olimpice pentru tineret de la Nanjing, China.
- 20 august: Alunecările de teren survenite din cauza ploilor torențiale în orașul japonez Hiroshima s-au soldat cu 63 de morți, iar 25 de persoane sunt în continuare date dispărute.
- 21 august: România: Tribunalul Ilfov a decis să-l elibereze condiționat pe fostul premier Adrian Nastase din penitenciarul Jilava, după ce acesta a executat o treime din pedeapsă.
- 22 august: Pentru prima dată în România a fost confirmată boala limbii albastre care afectează vacile și oile. Focarele au fost confirmate în județul Buzău. Boala limbii albastre este o maladie infecțioasă foarte gravă, transmisă prin înțepătura unor țânțari dintr-o specie provenită din Africa.
- 22 august: Convoaiele cu ajutoare din Rusia au intrat în estul Ucrainei, fără permisiunea din partea guvernului ucrainean, ceea ce a dus condamnare din partea SUA, UE, NATO și a determinat ONU să organizeze o ședință de urgență pentru a discuta despre această acțiune. Nici o altă țară nu a trimis ajutoare umanitare în regiune.[6]
- 25 august: Premierul francez Manuel Valls a prezentat demisia guvernului. Demisia survine la nici cinci luni de la formarea sa, după înfrângerea istorică a socialiștilor la alegerile municipale din luna martie.
- 26 august: Mișcarea palestiniană Hamas și Israel au ajuns la un acord de încetare a focului permanent, pentru a pune capăt unui război ce durează de 50 de zile.
- 27 august: În urma întrevederii dintre președintele rus Vladimir Putin și președintele ucrainean Petro Poroșenko la Minsk, președintele Poroșenko anunță că va fi pregătit un plan pentru încetarea focului cât mai curând posibil în estul Ucrainei.
- 28 august: Forțele Armate ale Ucrainei susțin că separatiștii pro-ruși, susținuți de tancuri și transportoare blindate ale Forțelor Armate Ruse, luptă pe două fronturi.[7] Un înalt oficial NATO a declarat că în Ucraina luptă în acest moment peste 1.000 de militari ruși.[8]
- 28 august: România: La București are loc a 8-a ediție a Congresului European de Filosofie Analitică, organizat de Universitatea din București. Congresul va dura 6 zile, timp în care peste 300 de filosofi se vor reuni pentru a participa la unul dintre cele mai importante evenimente mondiale din domeniul filosofiei.
- 31 august: Parlamentul Chinei decide că Hong Kong nu poate organiza alegeri democratice pentru funcția de lider al regiunii autonome în 2017. Pentru acest post vor fi propuse două sau trei persoane, care mai întâi vor trebuie să obțină votul majoritar în cadrul unui comitet special numit de autoritățile chineze.[9]

## Decese
- 1 august: Szabolcs Imre Cseh, 71 ani, cascador și actor român de etnie maghiară (n. 1942)
- 4 august: Ion Grosu, 75 ani, poet român (n. 1939)
- 4 august: Ion Grosu, scriitor român (n. 1939)
- 5 august: Gheorghe Susarenco, 58 ani, jurist, deputat în Parlamentul Republicii Moldova (n. 1956)
- 8 august: Aurel Cioranu, 84 ani, actor român (n. 1929)
- 8 august: Menahem Golan, 85 de ani, regizor și producător de film, israelian (n. 1929)
- 9 august: J. E. Freeman, 68 ani, actor și poet american (n. 1946)
- 10 august: Constantin Alexandru, 60 ani, sportiv român (lupte greco-romane), (n. 1953)
- 11 august: Robin Williams (Robin McLaurin Williams), 63 ani, actor american de comedie (n. 1951)
- 12 august: Lauren Bacall (n. Betty Joan Perske), 89 ani, actriță americană de etnie evreiască (n. 1924)
- 13 august: Kurt Tschenscher, 85 ani, fotbalist și arbitru german (n. 1928)
- 15 august: Licia Albanese, 105 ani, solistă americană de operă (soprană), (n. 1909)
- 17 august: Corneliu-Dan Borcia, 71 ani, actor român de teatru și de film (n. 1943)
- 17 august: Dan Hăulică, 82 ani, critic de artă, român (n. 1932)
- 18 august: Růžena Dostálová, 90 ani, filologă, istoric, istoric literar, traducătoare și bizantinologă cehă (n. 1924)
- 19 august: Samih Al-Qasim, 75 ani, poet palestinian de limba arabă (n. 1939)
- 19 august: Dinu Patriciu (n. Dan Costache Patriciu), 64 ani, politician și om de afaceri român (n. 1950)
- 20 august: Nicolae Balotă, 89 ani, eseist, critic, istoric și teoretician literar român (n. 1925)
- 21 august: Toma Popescu, 60 ani, solist român de operă (tenor), (n. 1954)
- 22 august: Renato Mori, 79 ani, actor italian de film și voce (n. 1935)
- 24 august: Richard Samuel Attenborough, 90 ani, actor, regizor, producător și antreprenor britanic (n. 1923)
- 26 august: Jean Cosmos, 91 ani, adaptator dramatic, poet, dramaturg și scenarist francez (n. 1923)
- 27 august: Peret (n. Pedro Pubill i Calaf), 79 ani, cântăreț și chitarist spaniol (n. 1935)
- 28 august: France Anglade, 72 ani, actriță franceză (n. 1942)
- 28 august: Glenn Cornick (Glenn Douglas Barnard Cornick), 67 ani, basist britanic (Jethro Tull), (n. 1947)
- 28 august: Bill Kerr, 92 ani,  actor, comic și artist de vodevil australian (n. 1922)
- 30 august: Andrew V. McLaglen, 94 ani,  regizor de film și de televiziune american de origine britanică (n. 1920)
- 30 august: Joseph E. Persico, 84 ani, autor american (n. 1930)
- 31 august: Ștefan Andrei, 83 ani, comunist român (n. 1931)